# Kiltullagh Hill

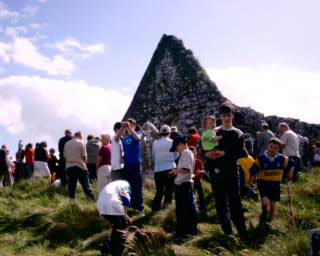
Kiltullagh Hill

Kiltullagh Hill (irisch Cill Tulach) ist ein kleiner Kalksteinhügel, etwa sechs Kilometer Luftlinie südöstlich von Ballyhaunis, an der Grenze der Countys Mayo und Roscommon in Irland, auf dem eisenzeitliche und frühchristliche Funde gemacht wurden.

## Erste Funde
1991 wurden bei Arbeiten auf dem Hügel von archäologischen Laien menschliche Überreste gefunden. Die vier Menschen waren zwischen dem 4. und 6. Jahrhundert n. Chr. bestattet worden. Begräbnissfunde aus dieser Zeit sind in Irland äußerst selten. Die meisten Knochen stammen von zerbrochenen Schädeln. Ein ähnlicher Befund stammt von Raffin im County Meath. Diese Funde, der von Raffin wurde nahe einem Menhir gemacht, verweisen auf ungewöhnliche Rituale.
1994 wurden an einem kleinen Menhir eine flache Lage von Leichenbrand und eine männliche Bestattung gefunden, die an den Übergang von der Eisenzeit, in die frühchristliche Periode im 5. Jahrhundert gehört. Der Menhir besteht aus einer etwa 1,5 m hohen und etwa 20 cm starken Platte. An einer Schmalseite liegen, gleich weit voneinander entfernt, drei rechteckige, etwa 4 cm tiefe, spitz zulaufende Löcher. Der lokalen Überlieferung zufolge sind dies Sprenglöcher. Die Ausgrabung zeigte jedoch, dass es weit unterhalb des Bodenniveaus ein viertes identisches Loch gibt. Es ist daher zu unterstellen, dass die Löcher geschnitten wurden, bevor der Menhir aufgerichtet wurde. Dies wäre derzeit einzigartig bei irischen Menhiren.
Die Grube der Beisetzung war mit Steinen umgeben, die ursprünglich eine Bohlenlage getragen haben könnten. Dass das Grab nicht mit Erde verfüllt worden ist, wurde aus dem Verrutschen eines der Beine geschlossen. Für das Skelett des Mannes, der im Alter von 45 bis 60 Jahren starb, ist eine Größe von 1,67 m ermittelt worden. Das Skelett lieferte sowohl Hinweise auf eine Degeneration der Halswirbel als auch auf ein Trauma der Oberschenkelmuskulatur des linken Beines.

## Ausgrabung des Ring-Barrow
Der Hügel wurde von 1996 bis 2000 von der Universität Manchester und der Queen’s University of Belfast archäologisch untersucht.
1996 wurde ein kleiner Ring-Barrow von etwa 11,0 m Durchmesser teilweise ausgegraben. Der Barrow besteht aus einem 0,5 m tiefen Ringgraben und dem inneren Hügel, der aus Kalksteinblöcken vermischt mit einzelnen größeren Felsbrocken besteht. Bedeckt war er mit einer Außenschicht von Kalkstein und Kies mit flachem Oberboden und Gras. Die Spuren des Ringgrabens wurden sichtbar gemacht und auf dem Barrow wurde eine Eintiefung entdeckt. Das zentrale Grab war gestört und bestand aus einer Grube mit den zahlreichen Knochen einer Reihe von Menschen. Am Rand des Grabens fand sich die seichte Grube einer Feuerbestattung.
Barrows wurden in Irland vom Mittelneolithikum bis zum Ende der Eisenzeit errichtet. Sie bedecken Steinkisten, bronzezeitliche Einäscherungen oder Beerdigungen der Eisenzeit. Im Osten Irlands sind die Tumuli in großer Zahl eingeebnet oder umgebaut worden.
Es hat den Anschein, dass der Kiltullagh Hill mit seinem verbliebenen Menhir (auf älteren Fotos sind zwei weitere zu sehen) ein kleines Gräberfeld der späten Eisenzeit bzw. frühchristlichen Zeit bildet.

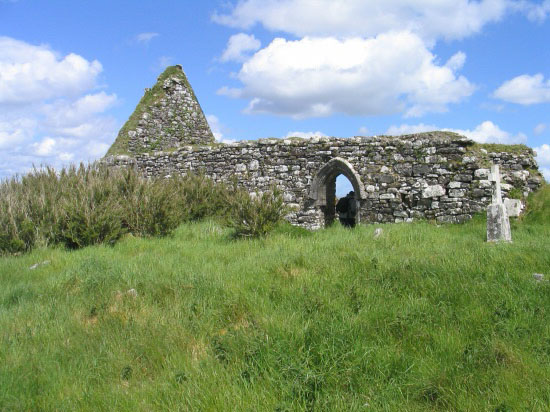
Kiltullagh Church

Auf dem Hügel liegt die Ruine der Kiltullagh Church.

## Anmerkung
1. ↑   Die irische Eisenzeit dauerte von 600 v. bis 400 n. Chr.